# Adansonia rubrostipa

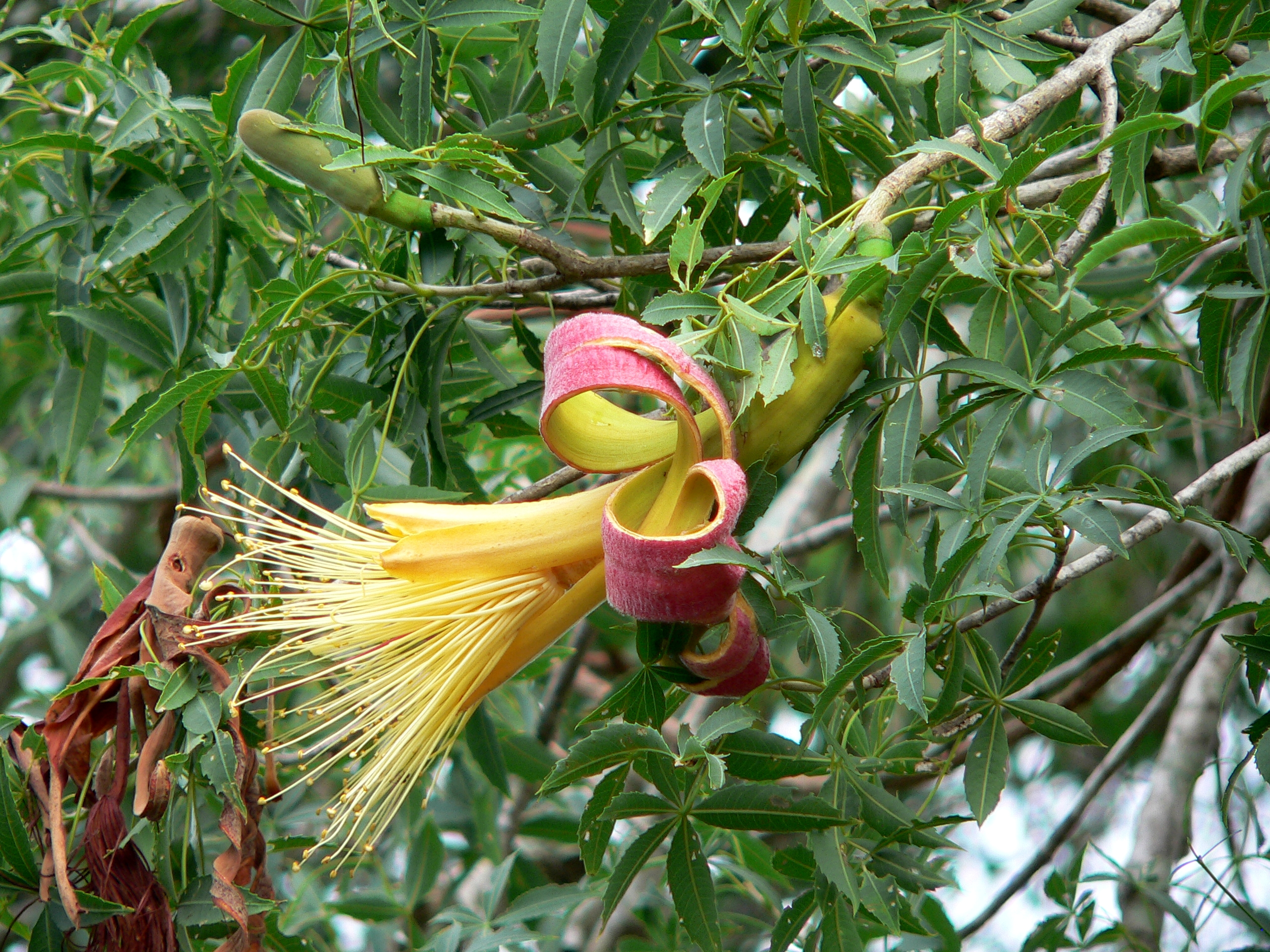
Blätter und Blüte.

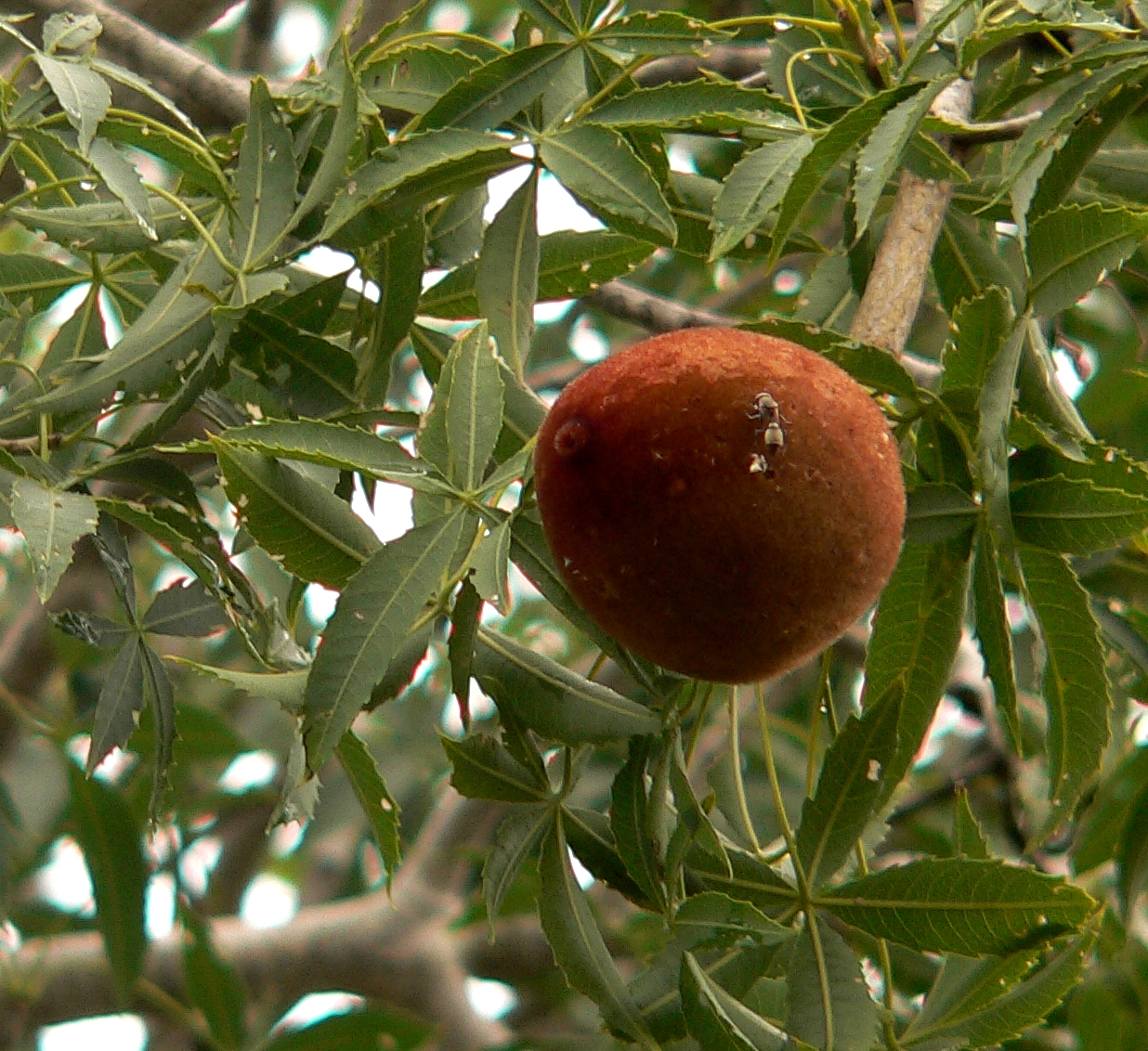
Frucht

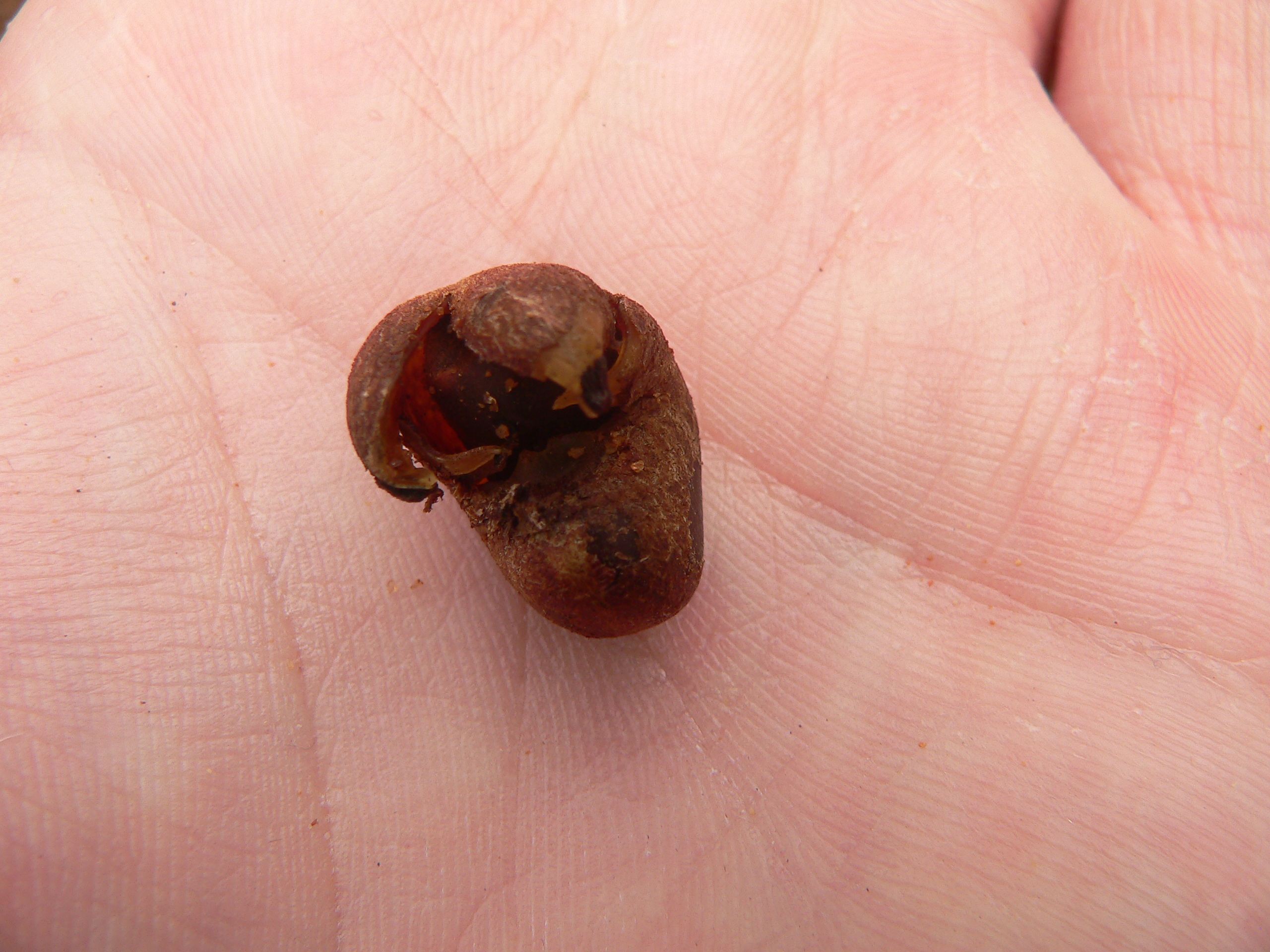
Samen

Adansonia rubrostipa ist eine Pflanzenart der Gattung Affenbrotbäume (Adansonia) in der Unterfamilie der Wollbaumgewächse (Bombacoideae) innerhalb der 
Familie der Malvengewächse (Malvaceae). Sie ähnelt Adansonia digitata, ist aber wesentlich kleiner und hat gelbe Blüten.

## Beschreibung

### Vegetative Merkmale
Adansonia rubrostipa sind kleine, zylindrisch bis flaschenförmige Laubbäume mit violetter glatter Rinde, die Wuchshöhen von 4 bis 12 Meter (selten bis 20 Meter) erreichen. Die Hauptäste der unregelmäßig geformten Baumkrone wachsen fast immer horizontal und haben am Ende aufrechte Spitzen. Ausgewachsene Laubblätter sind handförmig geteilt, mit drei bis fünf Teilblättern und 3 bis 7 Zentimeter langen Blattstielen. Die kahlen, ungestielten Teilblätter sind lanzettlich-eiförmig, meist 4 bis 6, selten 8 bis 13 Zentimeter lang und 1,2 bis 2 Zentimeter breit. Der Blattrand ist gezähnt. 

### Blüten
Die Blüten stehen einzeln aufrecht in der Blattachseln an den Enden der Zweige. Die grünen Blütenstiele sind 1 bis 2,5 cm lang. Die zwittrigen, radiärsymmetrischen, großen, auffälligen, duftenden Blüten sind fünfzählig und 16 bis 28 cm lang. Ihre fünf 15 bis 25 Zentimeter langen und 0,7 bis 1,2 Zentimeter breiten, gelblich grünen Kelchblätter sind zu einem  kurzröhrigen Kelch verwachsen, der außen rötliche Streifen aufweist. Die fünf freien, linealischen bis breiten Kronblätter überlappen an ihrer Basis, sind hell gelb bis orange-gelb und 12 bis 15 Zentimeter lang und 1,5 bis 2,5 Zentimeter breit. Die zahlreichen Staubblätter sind zu einer 5 bis 10 cm langen Röhre mit 5 bis 8 Zentimeter langen Spitzen verwachsen. Der etwa 7,5 mm lange Fruchtknoten besitzt goldene Haare. Der rosa Griffel weist eine Länge 20 bis 25 cm auf, besitzt Haare an der Basis und passt eng in die Staubblattröhre. Die erst rote und sich später schwärzlich verfärbende Narbe besteht aus fünf bis acht ungleichen, ausgebreiteten Lappen.
Die Blütezeit reicht von Februar bis April (selten bis in den Juni). Die Blüten werden vom Schwärmer Coelonia solanii bestäubt.

### Früchte und Samen
Die im Oktober/November reifenden Früchte sind kugelig bis länglich, mit einem 4 bis 5 Millimeter dicken Perikarp und einem dichten rötlich-braunem Indumentum. Sie enthalten zahlreiche nierenförmige, seitlich abgeflachte Samen, die bis zu 16 Millimeter lang, 12 Millimeter breit und 8 Millimeter dick sind.
Die Samen besitzen einen Ölgehalt von 11 Prozent. Die Fettsäuren setzen sich aus 30 Prozent Palmitinsäure, 2 Prozent Stearinsäure, 30 Prozent Ölsäure und 23 Prozent Linolsäure zusammen. Dazu kommen noch weitere seltene Fettsäuren.

## Verbreitung, Chromosomenzahl und Systematik
Adansonia rubrostipa auf Madagaskar an der Westküste von Itampolo bis Soalala endemisch. Sie gedeiht in den Dornenwäldern auf gut drainierten, kalkhaltigen Böden und karstigem Kalkstein.  
Die Chromosomenzahl ist {\displaystyle 2n=88}.
Synonyme zur Art sind Adansonia fony Baill. ex H.Perrier, Adansonia fony var. fony Baill. ex H.Perrier und Adansonia fony var. rubrostipa Jum. & H.Perrier.

## Botanische Geschichte
Die ersten Abbildungen einer Adansonia-Art auf Madagaskar sind auf den Tafel 62 und 63 von Johann Theodor de Brys Indiae Orientalis von 1605 zu finden. Sie lassen sich eindeutig Adansonia rubrostipa zuordnen. 
Eine erste Beschreibung wurde 1890 von Henri Ernest Baillon vorgenommen, der den provisorischen Namen Adansonia fony vergab. Eine gültige Beschreibung unter diesem Namen erfolgte erst 1952 von Henry Perrier de la Bâthie. Henry Perrier de la Bâthie hatte aber bereits 1909 gemeinsam mit Henri Lucien Jumelle die Art als Adansonia rubrostipa beschrieben, womit dieser Name Vorrang gegenüber Adansonia fony hat.

## Verwendung
Obwohl Adansonia rubrostipa essbare Früchte, Samen und Wurzeln besitzt ist eine umfängliche Nutzung in Madagaskar nicht bekannt. Gelegentlich werden die Früchte in Toliara auf dem Markt angeboten. Das Holz von Feuern zum Opfer gefallener Bäume wird zum Decken von Dächern verwendet.

## Gefährdung
Adansonia rubrostipa wird in der Roten Liste gefährdeter Arten der IUCN als „Near Threatened (NT)“ eingestuft.

## Nachweise